# Herbert Berger (Schriftsteller, 1932)
Herbert Berger (* 6. Dezember 1932 in Wien; † 26. Februar 1999 ebenda) war ein österreichischer Journalist, Fernsehdramaturg und Schriftsteller. 

## Leben
Herbert Berger studierte Theaterwissenschaften und Kunstgeschichte. Er beendete seine Studien mit der Promotion zum Dr. phil. Zunächst arbeitete er als Journalist und begann später für das Theater zu schreiben. 1976 erfolgte seine Berufung als Dramaturg zum ORF; diese Funktion übte er bis 1992 aus. Seit 1954 war er Mitglied der katholischen Studentenverbindung KAV Danubia Wien-Korneuburg im ÖCV. 

## Werke
Herbert Berger verfasste viele Einakter, geprägt von schwarzem Humor und grotesken Handlungssträngen, die er „böse Stücke“ nannte. Das Hauptthema seiner Dramen und Hörspiele ist das plötzliche Einbrechen des Irrationalen und Grauenhaften in die scheinbar normale Alltäglichkeit. Die Protagonisten seiner Dramen offenbaren durch die extremen Situationen, in die sie hineingestellt werden, ihren inhumanen Charakter, der zuvor noch hinter einer biedermännischen Maske versteckt war. Dadurch erinnern seine Werke an die Dramen von Max Frisch und Friedrich Dürrenmatt. In den 1990er Jahren veröffentlichte er auch Erzählungen und einen Roman. Auch die Prosawerke führen die Thematik seiner Theaterstücke konsequent fort. Seine Werke wurden ins Russische, Polnische und Tschechische übersetzt.

## Auszeichnungen und Ehrungen
- erostepost-Literaturpreis 1995
- Franz-Theodor-Csokor-Preis 1998

## Werke
Theaterstücke
- Das Ultimatum, Drama, 1961
- Kleider machen Leichen, Einakter, 1970
- Schönen Gruß an den Hans-Onkel, Einakter, 1970
- Wenn ein kleines Vogerl aus dem Nest fällt, Einakter, 1970
- Das Leben, das sie vor sich hatte, Einakter, 1973
- Ein Schuft gegen die Weiber, Komödie, 1976
- Der Schwanz, der mit dem Hund wedelt, Lustspiel, 1977
- Herr Fock wird geprüft, Farce in vier Bildern, 1977
- Wo der Pirol ruft, Einakter, 1977
- Wien muß fallen, historisches Schauspiel, 1983
- Pumperigsuaah, Einakter, 1986
- Im Krieg war das ebenso, 1991
- Herr und Frau Saxeder erlauben sich, Widerstand zu leisten, 1994

Prosa
- Armer Adolf, Kommunist, Roman, 1993. Ein Mann aus der ehemaligen DDR versucht, sich nach dem Fall der Mauer in Wien zurechtzufinden
- Die Frauen gehören den Siegern, Erzählungen, 1998
- Kopfsprünge, Aphorismen, 1995